# Howard, Ohio
Howard är en ort i Knox County i delstaten Ohio, USA.